# Khalifa Ayil
Khalifa Ayil, de son nom complet Khalifa Ayil Salim Al-Naufli (arabe : خليفه عايل سالم النافلي), est un footballeur omanais, né le 1er mars 1984 en Oman.

## Palmarès

### En club
- Al-Sadd :
  - Champion du Qatar en 2006 et 2007
  - Vainqueur de la Coupe du Qatar en 2007
  - Vainqueur de la Coupe Crown Prince de Qatar en 2006, 2007 et 2008
  - Vainqueur de la Coupe Sheikh Jassem du Qatar en 2006

- Dhofar :
  - Vainqueur de la Coupe d'Oman en 2011

### En sélection nationale
- Vainqueur de la Coupe du Golfe en 2009
- Finaliste de la Coupe du Golfe en 2004 et 2007

## Statistiques

### Buts en sélection
Le tableau suivant liste les résultats de tous les buts inscrits par Khalifa Ayil avec l'équipe d'Oman.